# Antarchaea mansueta
Antarchaea mansueta là một loài bướm đêm trong họ Noctuidae.